# James Cameron's Avatar: The Game
James Cameron's Avatar: The Game је акциона видео-игра из трећег лица из 2009. године. Темељи се на филму Аватар Џејмса Камерона из 2009. године. Развио ју је Ubisoft Montreal, а објављена је за PlayStation 3, Xbox 360, Microsoft Windows, Wii и Nintendo DS 1. децембра 2009. године, док је верзија за PSP објављена 7. децембра. Користи исту технологију као и филм који се приказује у стереоскопском 3D-у. Од 19. маја 2010. године продато је око 2,7 милиона примерака видео-игре.
За видео-игру, која представља преднаставак филма, гласове су позајмили Сигорни Вивер, Стивен Ланг, Мишел Родригез и Ђовани Рибизи. Кастинг и продукцију гласа за Avatar: The Game водио је Blindlight.
Онлајн сервиси за игру су угашени 8. августа 2014. године.
Самостална друга игра темељена на серији, Avatar: Frontiers of Pandora, требало би да буде објављена 2022. године.